# سلخ مارسياس
سلخ مارسياس هي لوحة زيتية رسمها الفنان الإيطالي تيتيان في الفترة من 1570 حتى وفاته في 1576، اللوحة حالياً معروضة داخل قلعة كروميشريش في التشيك.